# Epimeria yaquinae
Epimeria yaquinae is een vlokreeftensoort uit de familie van de Epimeriidae. De wetenschappelijke naam van de soort is voor het eerst geldig gepubliceerd in 1971 door McCain.